# Kwik(II)acetaat
Kwik(II)acetaat is het kwikzout van azijnzuur, met als brutoformule C4H6O4Hg. De stof komt voor als wit kristallijn poeder of als witte monokliene kristallen, die goed oplosbaar zijn in water.

## Synthese
Kwik(II)acetaat wordt bereid door een reactie van kwik en azijnzuur:
{\displaystyle {\ce {Hg + 2CH3COOH -> Hg(CH3COO)2 + H2}}}

## Toepassingen
Kwik(II)acetaat wordt onder meer gebruikt als katalysator en bij de bereiding van organische kwikverbindingen, zoals bijvoorbeeld fenylkwikacetaat.

## Toxicologie en veiligheid
De stof ontleedt bij verhitting en onder invloed van licht. Ze tast een groot aantal metalen aan.
De stof is corrosief voor de ogen, de huid en de luchtwegen. Ze kan effecten hebben op de nieren, met als gevolg ernstige beschadiging.
Bij langdurige of herhaalde blootstelling kunnen er effecten op de nieren, het centraal en het perifeer zenuwstelsel optreden, met als gevolg een verstoorde werking van de zintuigen, het geheugen en het evenwichtsorgaan, spierzwakte en verstoorde werking van de nieren.